# Тополиная рубашка
«Тополи́ная руба́шка» — повесть Владислава Крапивина. Относится к жанру автобиографической сказки, примыкает к циклам «Летящие сказки» и «Шестая Бастионная». Написана в 1984 году и впервые опубликована в 1986 году в журнале «Уральский следопыт» с иллюстрациями Е. Стерлиговой, годом позже вошла в авторский сборник «Шестая бастионная». Крапивин воссоздает родной город своего детства — Тюмень, вспоминая такие места и объекты, как улица Герцена, слобода Затюменка, река Тура, громадный тополь во дворе. Повесть насыщена сказочными образами и фольклорными аллюзиями и точно следует сюжету волшебной сказки. Действие происходит в июне 1948 года: главный герой, мальчик Славка, знакомится с тремя ведьмами, которые шьют для него волшебную белую рубашку из тополиного пуха. В рубашке Славка может летать, и ночью, и днем; его полёт, практически неотличимый от сна, символизирует мечту и свободу.

## Создание и публикации
Повесть была написана в 1984 году и напечатана в 1986 году в журнале «Уральский следопыт» (№ 6—7) с иллюстрациями Е. Стерлиговой. В 1987 году повесть вошла в сборник «Шестая Бастионная» (Средне-Уральское книжное издательство) и впоследствии неоднократно переиздавалась.

## Сюжет
Повествование ведется от первого лица. Рассказчик вспоминает огромный старый тополь, который стоял во дворе во времена его детства. Действие происходит в июне 1948 года, когда цвели тополя. Главный герой, девятилетний мальчик Славка живет с мамой, младшим братом и отчимом в съемной комнате. По вечерам мальчик слушает разговоры соседских теток про нечистую силу, в том числе истории про «ржавых ведьм». Однажды мальчик видит «многоэтажный» кошмарный сон: две страшные и странные тетки ведут его в баньку, которая выглядит просторней, чем обычно, в ней появляется деревянный стол. Тетки — Глафира, Степанида и Настя заставляют Славку признаться во всех грехах и играют с ним в необычного вида карты; мальчик замечает у них на руках тяжелые и ржавые браслеты. Старуха Степанида намекает, что его съедят, молодая Настя настроена доброжелательно. В качестве выкупа ему предлагают собрать мешок тополиного пуха.
На утро Славка решает, что ржавые ведьмы ему приснились, но собирает пух и в последующие ночи опять общается с ведьмами, читая им «Повести Белкина» Пушкина. Тётки называют мальчика Тополёнком. Компанию иногда посещает бывший музыкант, а ныне пьяница Лев Эдуардович Пяткин. Однажды в полнолуние ведьмы отводят Славку на старую свалку металлолома, где они танцуют на бочках. Там от старика-сторожа мальчик узнает о существовании Хозяина с «ржавой жижей» вместо крови. Хозяин заманивает к себе, если в душе есть ржавчина, «кого испугом, кого лаской». Со слов старика, ведьмы служат Хозяину, который метит во «всемирные императоры». 
В дальнейшем выясняется, что ведьмы сшили из тополиного пуха волшебную белую рубашку, в которой Славка может летать, когда хочет, и ночью, и днем; по его просьбе к рубашке дошивают штанишки без застёжек. Мальчик говорит маме, что рубашку ему подарили, и летает по городу: помогает девочке достать мячик из воды, навещает бывшего друга, влетая к нему через окно. Сверстникам он показывает, как якобы запрыгивает на крышу двухэтажного сарая. Спустя несколько дней к Тополёнку приходит Настя и просит его помочь одолеть Хозяина, говоря, что у мальчика светлая, тополиная кровь и что к нему ржавчина не пристанет: нужно подобраться к спящему Хозяину, снять с его шеи ключик и отпереть им браслет на его руке. Тогда люди, которых Хозяин подчинил себе, в том числе и ведьмы, освободятся, а их браслеты, связанные в единую цепочку, развалятся. 
Славка прилетает к дому Хозяина в ржавом лесу, где его хватают чудовища – «косматые железные куклы» из колючей проволоки; Хозяин узнал о появлении Славки от Пяткина. Хозяин оказывается лысоватым «низкорослым мужичком с круглым животиком», с «дряблыми щёками», «заплывшими глазками» и «мясистым носом»; он носит «старые галифе…стоптанные чувяки и мятый черный пиджак» и живёт в мятом бесколесном троллейбусе. Славке удается схватить ключ и убежать (лететь он не может, ключ тянет к земле). Продираясь через ржавые заросли, он сильно царапается и рвет рубашку, от которой остаются лохмотья; Хозяин и его слуги настигают мальчика, но того защищают топольки, внезапно выросшие из земли там, где упали капли его крови. Мальчик открывает замок на руке старика-сторожа, в результате чего ржавая цепь рвется — Хозяин и ведьмы исчезают. Без рубашки Славка больше не может летать. Некоторое время спустя ему кажется, что он видит Степаниду в театре; другая ведьма — возможно, Настя — работает продавщицей мороженого и угощает мальчика.

## Анализ и оценки

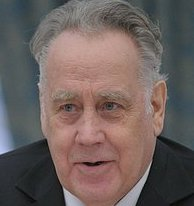
Владислав Крапивин

Повесть написана в жанре автобиографической сказки и примыкает к циклам «Летящие сказки» и «Шестая Бастионная». Крапивин точно воссоздаёт родной город своего детства — Тюмень, вспоминая такие места и объекты, как улица Герцена, слобода Затюменка, Текутьевское кладбище, река Тура, громадный тополь во дворе. По мнению исследователей, ностальгические описания характеризуются поэтичностью и лиризмом с оттенком грусти, автору удалось передать атмосферу времени. По оценке литературоведа М. Липовецкого, повесть написана мастерски: автор хорошо чувствует традицию сказочного жанра и точно следует сюжету волшебной сказки. В то же время критик отмечал сюжетные пробелы, в частности, посчитал неубедительными и умозрительными, «абстрактно-вымученными» авторские попытки объяснить, почему Хозяин «душевной и металлической ржавчины» является злодеем и зачем заколдовали ржавых ведьм. Литературоведы Е. Посашкова и М. Мещерякова полагали, что в повести Крапивин смог максимально «достоверно и зримо» показать соприкосновение сказки и реальности во сне, то, как герой оказывается одновременно «в двух качественно разнородных пространствах», как раздваивается сознание героя. По мнению литературоведов, удачно показано, как герой в напряжении ожидает сказку, являющуюся для него «и…сладким чудом, и…жутким небытием». 
По мнению кандидата филологических наук Н. Богатырёвой, основная идея повести в том, что даже однократное нарушение нравственных норм (к примеру, мелкая подлость) влечет за собой «ржавое рабство», делает любого человека, как ржавых ведьм, «вечным пленником Хозяина». Кроме того, человек несёт ответственность не только за свои поступки, но и за дурные намерения, поэтому ведьмы заставляют Славку исповедоваться – для того, что ему предстоит сделать, необходима незапятнанная совесть. Другая идея повести, согласно Богатырёвой, заключается в том, что корысть, эгоизм и безнравственность, вне зависимости от социального положения, в конечном итоге «разъедают» душу и приводят человека во власть злых сил. Эту идею иллюстрируют образы пьяницы Льва Эдуардовича Пяткина, который, в отличие от ржавых ведьм, является представителем интеллигентских слоев, и малообразованного старика-сторожа. Богатырёва писала, что несчастные пленники Хозяина, кроме, возможно, Пяткина, совершившего предательство, вызывают сочувствие. Это обычные люди, порабощённые Хозяином: их заставляют страдать и творить зло, лишают родных и друзей. Ведьмы пытаются отстаивать своё достоинство, и конце концов им удаётся вернуться к обычной жизни; после освобождения старик-сторож, плача, благодарит Славку за спасение.
Литературоведы И. Минералова и А. Харитонова отметили насыщенность повести образами из сказок и фольклорными аллюзиями, как, например, образ злого домового по кличке Суседка, о котором рассказывает тётя Тася, или  образы ржавых ведьм. Литературоведы выделили мотивы сна (который позволяет попасть в другой мир), песенный мотив, темы избранничества главного героя, двойственности и сказочного идеала. Избранничество, выраженное в словах песни, указывает на будущий подвиг Славки. Тему двойственности исследователи усматривали в собственном отражении, которое видит мальчик в полёте: оно как бы обретает самостоятельную жизнь в качестве героя и воплощает сказочную часть самого Славки. Исследователи отметили реальность сказочного повествования, несмотря на прямое указание автора на вымысел. 
Биограф А. Щупов считал, что автор реализует свою давнюю мечту о полётах, о «свидании с небом»; в ранних повестях герои летали более традиционно: на маленьком самолётике («Лётчик для Особых Поручений») или с помощью огромной птицы («Дети синего фламинго»). Полёт в рубашке со штанишками означает «высшую степень свободы» даже в сравнении с сказочным ковром-самолётом, который управляется силой мысли («Ковёр-самолёт»), и практически неотличим от сна. Щупов полагал, что неоднозначный финал повести — герой побеждает зло, но больше не может летать — содержит философскую истину: абсолютная свобода невозможна, любая свобода имеет свою цену.

### Образы Хозяина и ржавых ведьм
Литературоведы И. Минералова и А. Харитонова посчитали образ Хозяина нестандартным, он не является сказочным злодеем, на что указывают его не сказочная внешность и одежда, тот факт, что он живет в бесколесном троллейбусе. Исследователи предположили, что автор намеренно устранил из образа «сказочность», чтобы подчеркнуть приземлённость и низменность Хозяина. По мнению Богатырёвой, образ отсылает к типичному советскому мещанину, обывателю и накопителю, думающему только о себе — на это указывает его внешний вид, Хозяин описывается как жулик-завхоз или мелкий спекулянт, заурядное и ничтожное существо. Это злобный скандалист и лицемер, утративший человеческий облик; как писала Богатырёва, сила Хозяина связана с тем, что нет людей, готовых ему противостоять, поскольку они смирились с подлостью. Как полагали Минералова и Харитонова, победа над Хозяином не приводит к исчезновению «ржавчины», которая остаётся у разных людей, хотя «ржавые браслеты» не всегда можно увидеть. В этой теме литературоведы усматривали нравственный посыл: «тот, кто светел душой [Славка], может помочь тому, кто "ржавеет изнутри"».
Исследователь А. Грицаль проанализировала семантические средства создания образа врага или злодея, которым является Хозяин, и отметила влияние биографии автора: устойчивый в творчестве Крапивина образ связан с детством писателя в годы Великой Отечественной войны; загадочный Враг предстает страшным и сильным, но его можно победить. В семантизации этого образа в повести, по мнению Грицаль, задействованы несколько тематических групп (Хозяин-колдун, Хозяин-император, Порочное и др.), которые связаны с полем «враг» и которые создают круг актуальных смыслов. В этих группах имеются явные и неявные семы. Грицаль выделила тематическую группу «Порочное», которую составляют лексемы, связанные в том числе с «ржавчиной» и формирующие актуальный смысл «Хозяин как образец порочности». Другие актуальные смыслы — «Хозяин как неживое существо», «Хозяин как обладатель особой силы», «Хозяин как образ амбиций», «Хозяин как фашист». По выводу Грицаль, в образе Хозяина сочетаются черты подлого, «мелкого, ничтожного, паршивенького существа» и качества тщеславия, самолюбия и честолюбия. Необыкновенная сила Хозяина позволяет ему подчинять себе любого человека, хоть немного уступившего «ржавчине». По мнению исследователя, Хозяин не человек, а нечисть, противостоящая всему живому и являющаяся результатом нравственной деградации. Эти черты, согласно Грицаль, отражают представления о враге в послевоенный период. 
По мнению Н. Богатырёвой, образы ржавых ведьм представляют собой развитие тем из романа «Голубятня на жёлтой поляне»: автор продолжает исследовать истоки тоталитаризма и более детально раскрывает их образы, которые в повести выходят на первый план. Ржавые ведьмы восходят к Бабе-Яге и другой фольклорной нечисти, но приобретают индивидуальные черты – психологизм связывается с реалистическими обстоятельствами автобиографической повести. Минералова и Харитонова посчитали образы трёх ведьм — молодой, среднего возраста и старой — каноническими с точки зрения фольклора, эти образы привносят в повесть «настоящее, сказочное волшебство».

### Образ старинного тополя
Литературоведы И. Минералова и А. Харитонова обратили внимание на образ старинного тополя, который появляется в самом начале произведения, когда автор говорит об особом значении дерева для его детства и его поколения. В предисловии писатель вспоминает о связи тополя «с небом, с высотой, с полётами», упоминает стрелы из детских луков и воздушных змеев, которые остались на дереве навсегда. По его воспоминаниям, между его сверстниками и тополем не было взаимных обид. Крапивин описывает дерево как доброго и терпеливого друга, «стоящего твердо, что бы ни происходило». Литературоведы отметили, что дерево символизирует полёт; волшебная рубашка героя изготавливается из тополиного пуха. Доктор филологических наук Е. Эртнер писала, что тополь и тополиная рубашка символизируют «поэтическое единство человеческого и природного», полёт героя символизирует мечту и свободу.

## Издания
- Крапивин В. Тополиная рубашка // Уральский следопыт. — Свердловск, 1986. — № 6. — С. 33—57. — Рубрика «Мой друг фантастика». Илл. Е. Стерлиговой. — 385 000 экз.
- Крапивин В. Тополиная рубашка // Уральский следопыт. — Свердловск, 1986. — № 7. — С. 33—54. — Рубрика «Мой друг фантастика». Илл. Е. Стерлиговой. — 385 000 экз.
- Крапивин В. Тополиная рубашка // Шестая Бастионная. — Свердловск : Средне-Уральское кн. изд-во, 1987. — С. 385—479. — Илл. Е. Стерлиговой. — 100 000 экз.
- Крапивин В. П. Тополиная рубашка // Летящие сказки. — Свердловск : Средне-Уральское кн. изд-во, 1991. — С. 507—598. — Илл. Р. Атлас. — 100 000 экз. — ISBN 5-7529-0382-3.
- Крапивин В. Тополиная рубашка // Собрание сочинений в девяти томах. Том 1—2. — Екатеринбург : Независимое издательское предприятие «91», 1992. — С. 13—99. — (Владислав Крапивин. Собрание сочинений в девяти томах). — Илл. П. Крапивина. — 100 000 экз.
- Крапивин В. Тополиная рубашка // Тополиная рубашка. — Н. Новгород : Нижкнига, 1994. — С. 5—92. — (Владислав Крапивин). — Худ. Ю. Лук. — 50 000 экз. — ISBN 5-87645-005-7.
- Крапивин В. Тополиная рубашка // Собрание сочинений. Книга 24. Та сторона, где ветер. — М. : Центрполиграф, 2001. — С. 395-501. — (Владислав Крапивин. Собрание сочинение в 30 томах). — Илл. Е. Стерлиговой. — 10 000 экз. — ISBN 5-227-01234-2.
- Крапивин В. Тополиная рубашка // Оранжевый портрет с крапинками. — М. : Эксмо, 2005. — С. 5—110. — (Владислав Крапивин). — Илл. на обложке В. Савватеева. — 5000+3000 экз. — ISBN 5-699-08253-0.
- Крапивин В. Тополиная рубашка // Белые башни Родины. Избранное в 2 томах. Том 2. — Тюмень : Издательство Тюменского государственного университета, 2008. — С. 271—391. — (Владислав Крапивин). — Илл. Е. Стерлиговой. — 500 экз. — ISBN 978-5-88081-924-9.
- Крапивин В. Тополиная рубашка. — М. : Издательский Дом Мещерякова, 2016. — 112 с. — (БИСС. Крапивин). — Илл. Е. Стерлиговой. — 3100 экз. — ISBN 978-5-91045-941-4.
- Крапивин В. Тополиная рубашка. — М. : Издательский Дом Мещерякова, 2017. — 112 с. — (Избранное. Книги Крапивина Владислава Петровича). — Илл. Е. Стерлиговой. — 5000 экз. — ISBN 978-5-00108-193-7.
- Крапивин В. Тополиная рубашка // Летящие сказки. — СПб.,М. : Азбука, Азбука-Аттикус, 2019. — С. 515—600. — (Мир фантастики). — Илл. Е. Стерлиговой и С. Григорьева. — 4000 экз. — ISBN 978-5-389-15921-1.
- Крапивин В. Тополиная рубашка. — М. : Лабиринт Пресс, 2019. — 112 с. — (Иллюстрированная библиотека фантастики и приключений). — Илл. Е. Стерлиговой. — 5000 экз. — ISBN 978-5-9287-3051-2.
- Крапивин В. Тополиная рубашка // Летящие сказки. — СПб.,М. : Азбука, Азбука-Аттикус, 2023. — С. 535—622. — (Фантастика и фэнтези. Большие книги). — Илл. Е. Стерлиговой и С. Григорьева. — 3000 экз. — ISBN 978-5-389-22212-0.